# Barlangliget

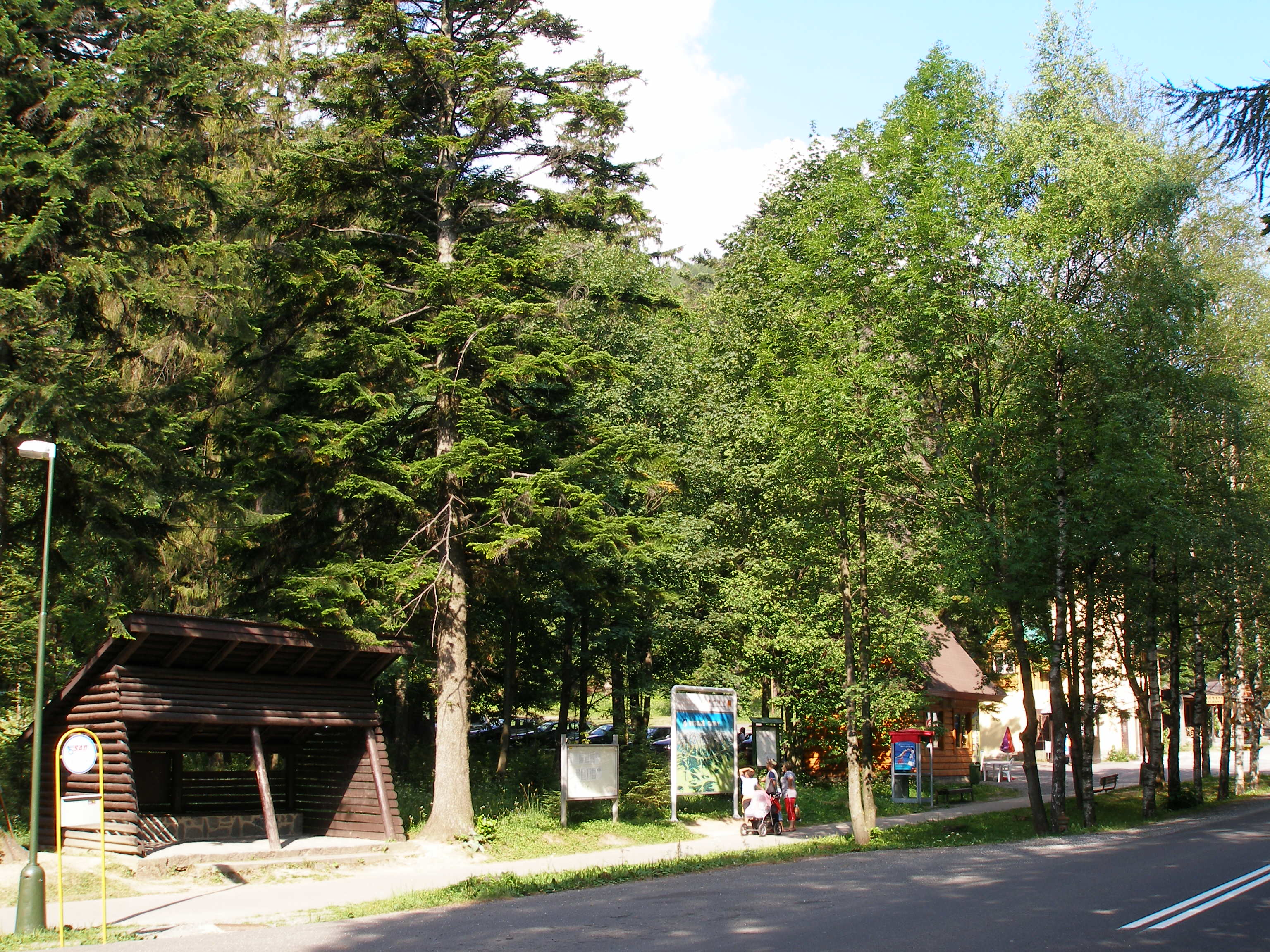
Barlangliget

Barlangliget (szlovákul Tatranská Kotlina) üdülőhely, Magastátra város része Szlovákiában, az Eperjesi kerület Poprádi járásában.

## Fekvése
A Bélai-havasokat a Szepesi-Magurától elválasztó Zsgyári-völgy végében fekszik ott, ahol a Béla-patak kilép a Poprádi-medencébe. Tátralomnictól 9 km-re északkeletre, 752 m-es tengerszint feletti magasságban található. Mintegy 260 lakosa van.

## Nevének eredete

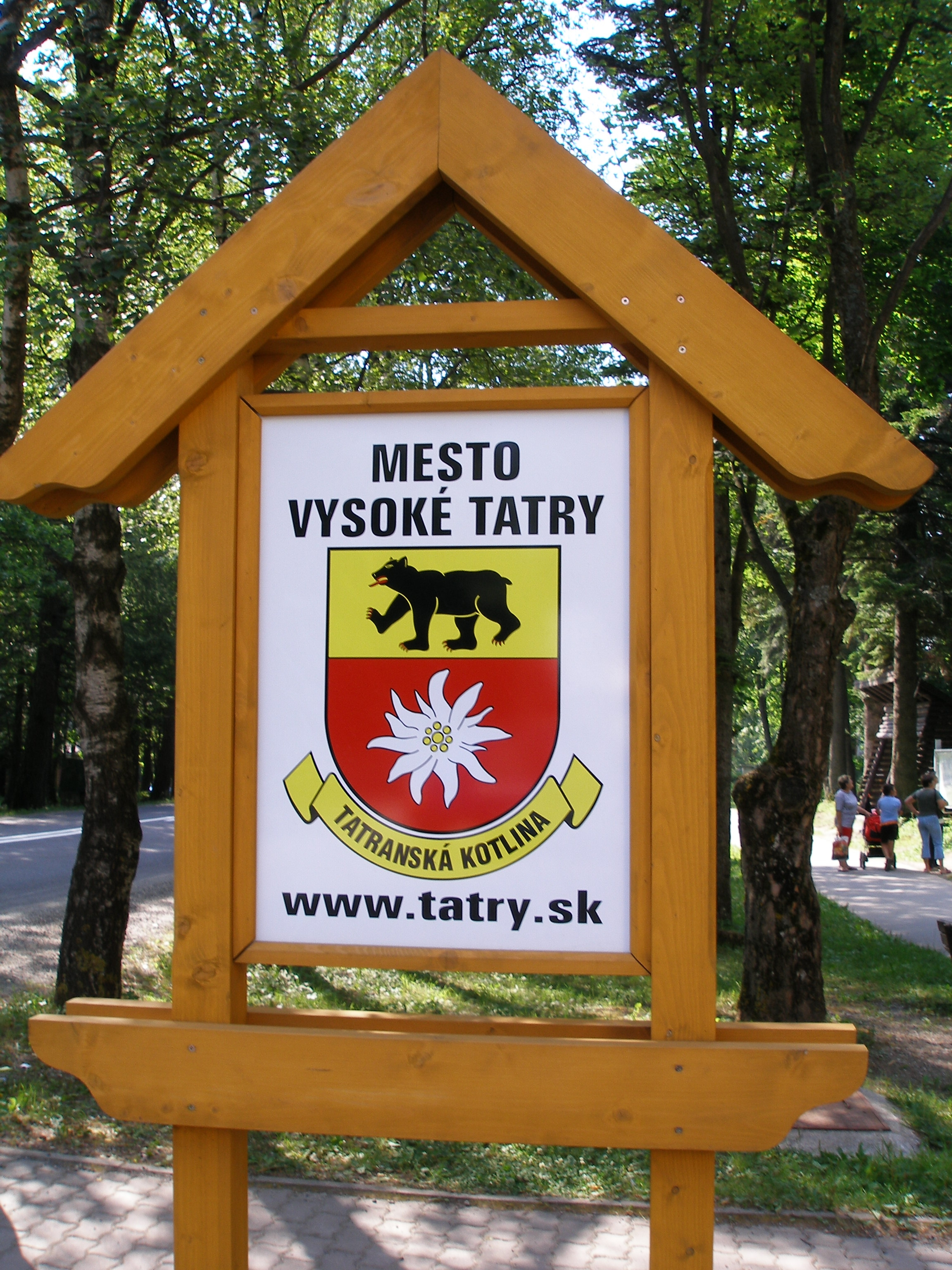
Barlangliget címere

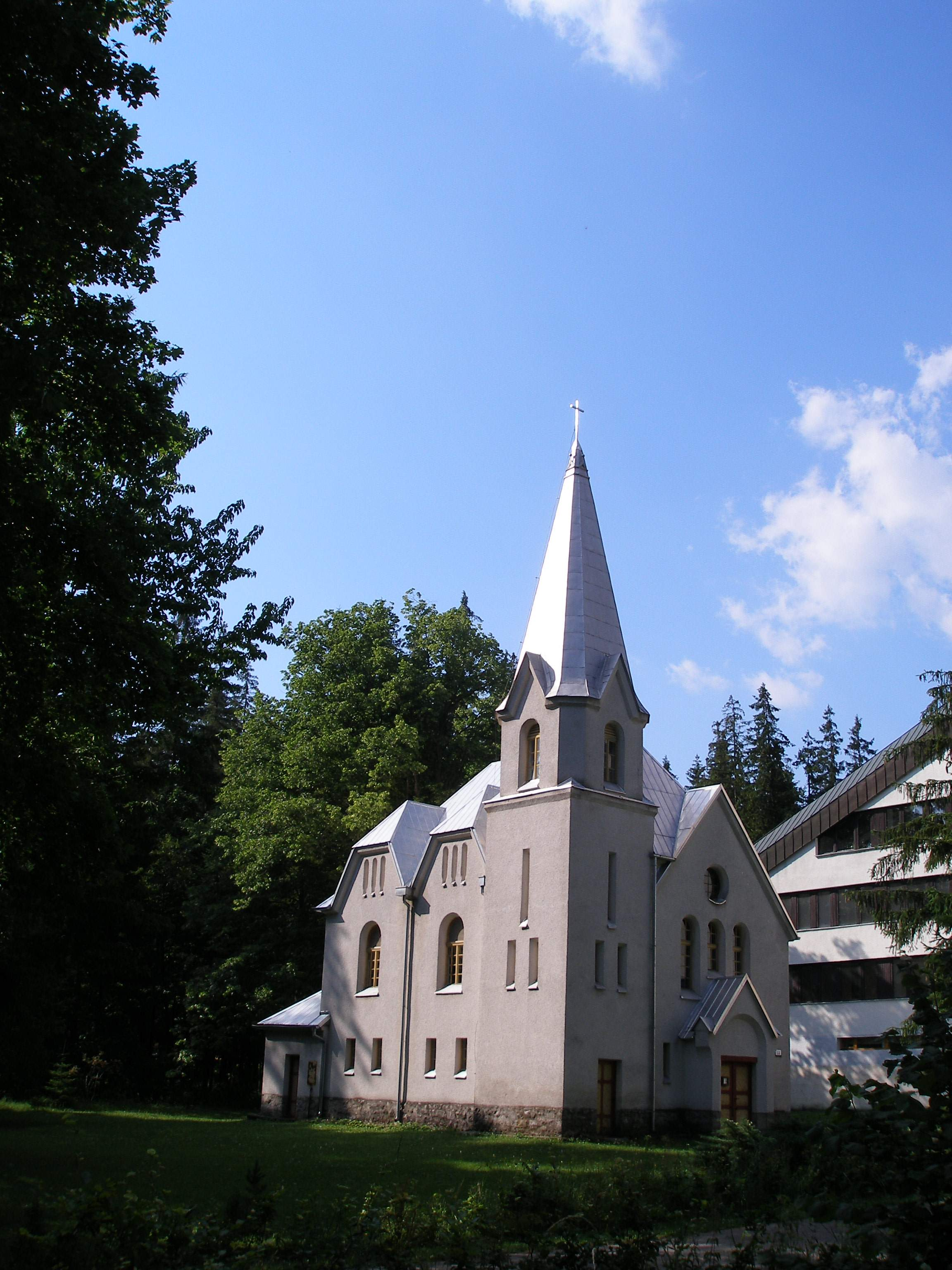
Templom Barlangligeten

Szlovák neve Tátrai-medence jelentésű és a környező tájra utal. Magyar nevét a közelében fekvő 880–1000 m magasságban levő, 3200 m hosszú Bélai-cseppkőbarlangról kapta.

## Története
A falu maga a barlang könnyebb megközelítése miatt jött létre 1882-ben. 1883-ban vendégház és vendéglő is létesült, 1900-ig már további 31 létesítmény épült  fel. Területe 1920-ig Szepes vármegye Késmárki járásához tartozott.
1947-ig Szepesbélához tartozott, akkor Tátralomnichoz csatolták, 1999 óta pedig Magastátra város része. Lakossága főleg a tátrai idegenforgalomból él.

## Látnivalók

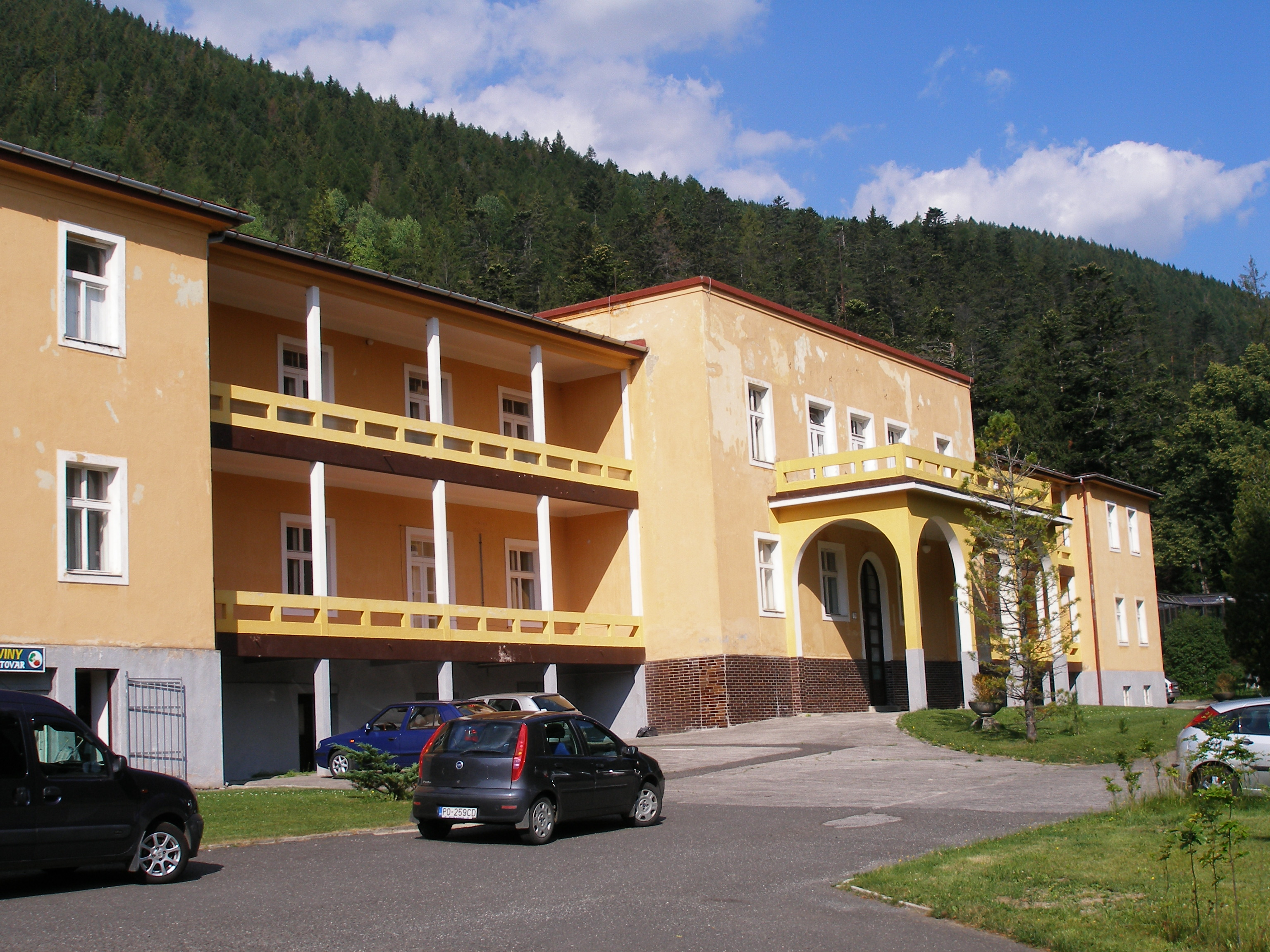
A szanatórium

A település központja a fürdőház, TBC-szanatóriumában tüdőbetegeket gyógyítanak.

## Külső hivatkozások
- A barlangligeti szanatórium honlapja
- A Magas-Tátra honlapján magyarul
- Barlangliget és környéke (MEK)